# Caina inanitella
Caina inanitella är en fjärilsart som beskrevs av Émile Louis Ragonot 1888. Caina inanitella ingår i släktet Caina och familjen mott. Inga underarter finns listade i Catalogue of Life.